# Karen Clark (aviron)
Pour les articles homonymes, voir Karen Clark et Clark.
Karen Clark est une rameuse canadienne née le 6 avril 1978 à Delta (Colombie-Britannique).

## Biographie
Aux Championnats du monde d'aviron 2001 à Lucerne, Karen Clark remporte la médaille de bronze en deux sans barreur avec Jacqui Cook et obtient une septième place en huit. La paire Cook-Clark est médaillée d'argent en deux sans barreur aux Mondiaux de 2002 à Séville ; une sixième place est obtenue avec le huit canadien. En 2003 à Milan, elle est médaillée de bronze mondiale en huit et quatrième en deux sans barreur.
Sa dernière participation dans une compétition majeure a lieu lors des Jeux olympiques d'été de 2004 à Athènes où elle termine septième de la finale de huit.

## Palmarès
- Championnats du monde d'aviron 2001 à Lucerne
  -  Médaille de bronze en deux sans barreur

- Championnats du monde d'aviron 2002 à Séville
  -  Médaille d'argent en quatre sans barreur

- Championnats du monde d'aviron 2003 à Milan
  -  Médaille de bronze en huit